# Maciej Wronowicz
Maciej Wronowicz (ur. ok. 1645, zm. ok. 1700) – polski kompozytor epoki baroku.
W latach 1680–1684 był dyrygentem kapeli katedralnej we Włocławku. Tworzył utwory religijne pod wpływem szkoły włoskiej. Zachowały się do dziś 4 jego utwory:
- De profundis na 2 soprany, bas i basso continuo
- Laudate Dominum na 2 soprany, bas 2 skrzypiec, violę i b.c.
- In dulci iubilo na sopran, 2 skrzypiec i b.c.
- Lauda Sion, na sopran, alt, tenor, bas, 2 skrzypiec, violę i b.c.